# Планарна технологія
Плана́рна техноло́гія — сукупність технологічних операцій при виготовленні планарних (пласких, поверхневих) напівпровідникових приладів і інтегральних мікросхем.

## Принципи технології
Схему формують на підкладці (зазвичай з кремнію), отриманій шляхом різання алмазними дисками монокристалів кремнію на тонкі пластини. Хімічний склад підкладок, кристалічна структура (аж до міжатомної відстані в підкладках для сучасних процесорів) і кристалографічна орієнтація ретельно контролюються. В ході технологічного процесу в приповерхневому шарі напівпровідникового матеріалу, який є підкладкою або нанесеного на підкладку, утворюють області з різним типом провідності (або різної концентрації), дозуючи концентрацію донорних і акцепторних домішок. Області захищають шаром діелектрика, залишаючи вікна контактів. Поверх шару напівпровідникового матеріалу наносять шар алюмінію (чи іншого провідника), забезпечуючи внутрішні і зовнішні контакти і необхідні з'єднання за схемою. Шари провідника, напівпровідника і діелектрика в сукупності утворюють структуру напівпровідникового приладу чи інтегральної мікросхеми.
Особливістю планарної технології є те, що після завершення кожної технологічної операції, відновлюється плоска (планарна) форма поверхні пластини, що дозволяє створювати достатньо складну структуру, використовуючи обмежений набір технологічних операцій.
Планарна технологія забезпечує можливість одночасного виготовлення в єдиному технологічному процесі (інтеграцію) великої кількості дискретних напівпровідникових приладів чи інтегральних мікросхем на одній підкладці, що дозволяє суттєво знизити їх вартість. Також у випадку виготовлення на одній пластині ідентичних приладів параметри всіх приладів виявляються близькими. Обмеженою є тільки площа підкладки, тому діаметр підкладки намагаються збільшити.
Для контролю якості виконання проміжних операцій на підкладці, зазвичай, виділяють декілька малих областей (в центрі і на периферії), на яких в ході штатного технологічного процесу формуються тестові площинки до тестових приладів (конденсатори, діоди, транзистори і т.і.). Для суміщення зображень при фотолітографії також в спеціально виділеній області формуються знаки суміщення, на кшталт того, що можна зустріти на кольоровій друкованій продукції.
Основні технологічні операції в планарній технології базуються на процесі літографії (фотолітографії). Використовують наступні методи:
- оптична фотолітографія (стандартна), λ=310-450нм;
- ультрафіолетова фотолітографія на ексимерних лазерах, λ=248, λ=193 нм
- фотолітографія в межовому ультрафіолеті, λ=100-10нм;
- рентгенівська фотолітографія, λ=0.1-10нм
- електронна літографія
- іонна літографія

Методи фотолітографії можуть бути скануючими і проекційними; контактними, безконтактними, і на мікропроміжку. Також може бути обмежено застосований метод радіаційно-стимульованої дифузії.

## Основні технологічні операції

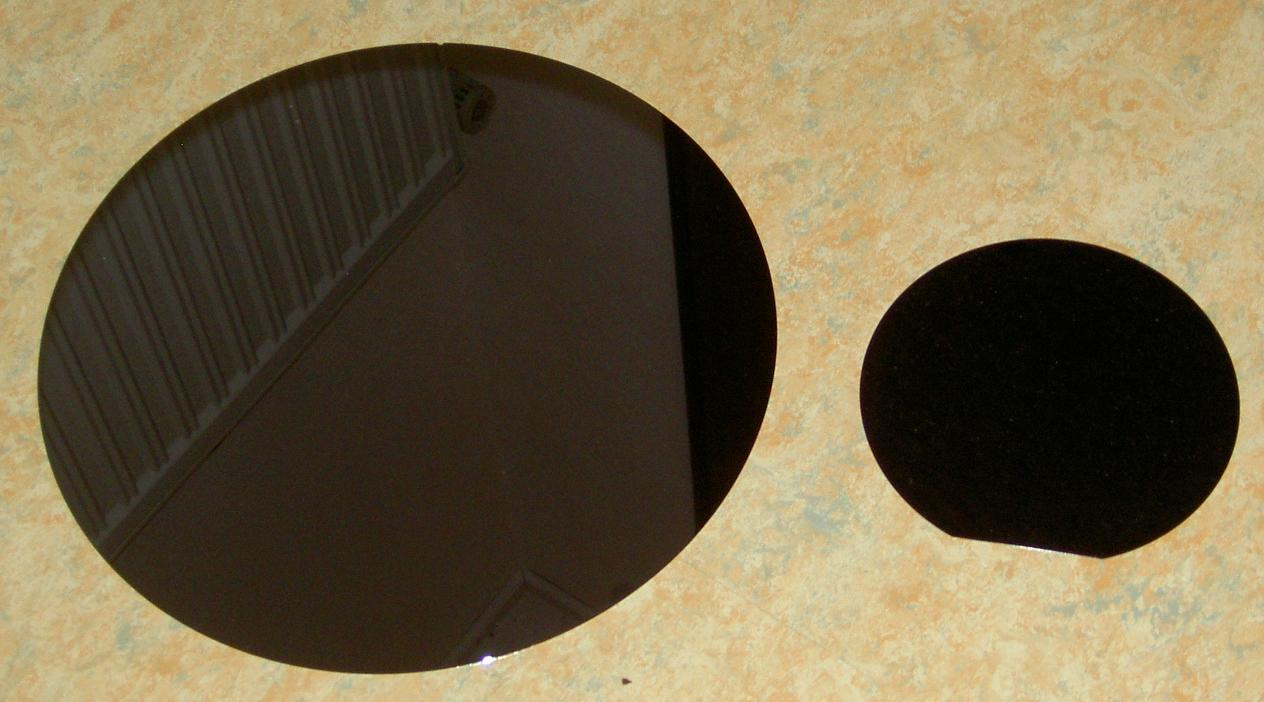
Відполіровані пластини діаметром 12" (300 мм) і 6"

Основні операції можуть повторюватися десятки разів:
- підготовка підкладки - механічна і хімічна поліровка для отримання площини без механічних дефектів (виконується 1 раз, при надходженні підкладки до техпроцесу);
- формування на поверхні підкладки шару необхідного матеріалу з заданою структурою: епітаксиальне нарощування, осадження діелектричних чи металічних плівок (операція виконується не в кожному циклі);
- утворення на поверхні підкладки захисного шару: для кремнієвих підкладок для цього використовується окислення поверхні, для здешевлення процесу, а також у випадку других підкладок, часто використовується епітаксиальне нарощування шару діоксиду або нітріду кремнія, або другого матеріалу з низьким коефіцієнтом дифузії легуючих домішків. Товщина шару підбиратся так, щоб за час, необхідний для створення легованої області необхідної конфігурації в підкладці, легуючий елемент не досягнув підкладки крізь захисний шар;
- нанесення шару фоторезисту, стійкого до травлячої речовини;
- суміщення зображень по знакам суміщення і експонування малюнку вікон на шар фоторезисту (виконується на степперах);
- стравлення виключно засвічених (або незасвічених - залежить від типу фоторезиста) ділянок шару фоторезиста;
- стравлення захисного шару з підкладки на ділянках, не закритих фоторезистом;
- видалення залишків шару фоторезиста;
- можлива операція: легування домішками нерідко проводять двома стадіями, розділяючи фази загонки домішки в поверхневу зону і розгонки загнаної домішки по потрібному об'єму (відпал); загонка проводиться шляхом локальної (з поверхні чи з газової фази) дифузії або іонної імплантації легуючих домішок через вікна в захисному шарі в поверхню підкладки; режими дифузії (імплантації) підбираються так, щоб за час цієї і всіх наступних технологічних операцій розмір легованої області досяг потрібних розмірів по площі і глибині, а кристалічна ґратка відновилась після радіаційного впливу іонного легування;
- можлива операція: плазмове або хімічне травлення поверхні підкладки для видалення залишків шару раніше осадженого матеріалу;
- плазмове або хімічне травлення поверхні підкладки для видалення захисного шару (виконується не в кожному циклі);
- планаризація (зглажування нерівностей) поверхні перед переходом до нового циклу, наприклад за допомогою процесу CMP.

## Основні цикли при створенні напівпровідникових приладів

Структура біполярного NPN транзистора

- формування областей р-типу (локальна добавка домішків)
- формування областей n-типу (локальна добавка домішків)
- формування провідних доріжок і контактних площинок (видалення надлишків шару металу)

Схеми чергування операцій і циклів бувають досить складні, а їх кількість може вимірюватись десятками. Так, наприклад, при створенні мікросхем на біполярних 
транзисторах з колекторною ізоляцією, з комбінованою ізоляцією (ізопланар-1,2; поліпланар) і в інших схемах, де необхідно забезпечити зниження опору колектора і 
збільшення швидкості перемикання, спочатку виконується оксидування, фотолітографія і дифузія під захоронений n+ шар, потім нарощується епітаксиальний шар напівпровідника ("захоронення") і вже в епітаксиальному шарі створюються елементи мікросхеми. Після цього поверхню пластини знову ізолюють, виконують контактні вікна, і наносять провідні доріжки і контактні площинки. В складних мікросхемах контактні доріжки можуть виконуватися в декількох рівнях з нанесенням між рівнями 
діелектричних прошарків з витравленими вікнами.
Порядок циклів в першу чергу визначається залежностями коефіцієнтів дифузії домішків від температури. Намагаються спочатку проводити загонку і розгонку домішок менш рухливих, і для скорочення часу робити це при вищій температурі. Потім при менших температурах заганяють і розганяють більш рухливі домішки. Це зв'язано зі швидким (експоненціальним) падінням коефіцієнта дифузії при зниженні температури. Наприклад, в кремнії спочатку при температурі до ~950 °C створюють області р-типу леговані бором і тільки потім при температурі менше ~750 °C створюють області n-типу, леговані фосфором. У випадку других легуючих елементів і/чи інших матриць номінали температур і порядок створення легованих областей може бути різним, але завжди при цьому намагаються притримуватись правила "зниження градуса". Створення доріжок завжди виконується в завершальних циклах.
Окрім дифузійного легування і розгонки можуть застосовуватись методи радіаційної трансмутації кремнію в алюміній і фосфор. При цьому проникаюча радіація крім запуску реакцій трансмутацій помітно руйнує кристалічну ґратку підкладки.

## Скрайбування

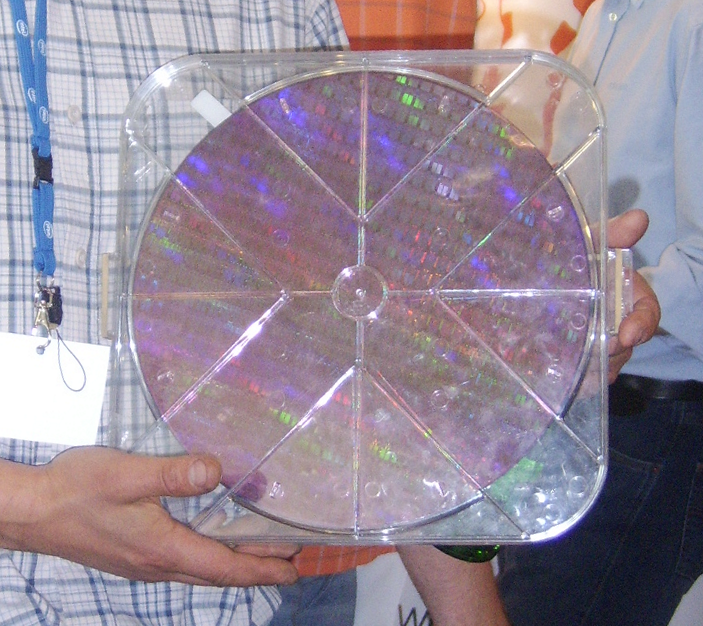
VLSI мікросхеми виготовлені на 300 мм кремнієвій пластині, до скрайбування і розділення на окремі чипи

Після закінчення операцій по формуванню приладів на пластині проводиться розрізання пластини на окремі чипи.
Раніше разділення пластини на окремі кристали велось шляхом прошкрябування її на глибину 2/3 від товщини пластини алмазним різцем з наступним розколом по прошкрябаній лінії. Цей принцип разділення дав назву всій операції: «скрайбування» ( англ. scribe — шкрябати).
Скрайбування може виконуватися різними шляхами:
- Скрайбування алмазним різцем — продряпування пластини вздовж однієї з кристалографічних осей для наступного розлому по рискам подібно тому, як діють при різці скла.

Так на кремнієвих підкладках розломи краще всього виходять по площинам спайності. Метод є застарілим і практично не використовується;
- Розкол локальним термоударом (використовується рідко);
- Різка кільцевою пилкою з зовнішньою ріжучою кромкою: установка схожа на установку для різки зливка на пластини, але діаметр диска значно менший і ріжуча кромка

виступає за затиски не більше чим на півтори глибини риски. Це зводить до мінімуму биття і дозволяє збільшити частоту обертання до 20-50тис. обертів за хвилину. Іноді 
на вісь надівають декілька дисків для одночасного створення декількох рисок. Спосіб дозволяє прорізати пластину на всю товщину, але зазвичай використовується для 
прорізання з наступним розколом.
- Хімічне скрайбування — це скрайбування шляхом наскрізного хімічного травлення. Для проведення операції попередньо робиться фотолітографія з формуванням вікон на

раздільних ділянках з обох сторін пластини і витравлюються раздільні ділянки. Різновидом даного методу є наскрізне анізотропне травлення, де використовується різниця в швидкості травлення в різних напрямках кристалографічних осей. Основні недоліки — складність суміщення малюнку вікон для травлення обох сторін пластини і бокове підтравлення кристалів під маскою. Спосіб дозволяє як протравити пластину на частину товщини, так і на всю товщину.
- Різка стальними полотнами або дротами — полотно або дріт труться об пластини, на місце дотику подається абразивна суспензія. Існує ризик псування готових структур

лопнутим полотном або дротом. Коливання вмісту суспензії, механічні перекоси в обладнанні також можуть приводити до браку. Метод використовувався в малосерійних 
виробництвах і лабораторіях. Способ дозволяє прорізати пластину на всю товщину, але зазвичай використовується для прорізання з наступним розколом.
- Різка лазерним променем: утворення рисок в результаті випаровування матеріалу підкладки сфокусованим лазерним променем. Застосування метода обмежується товщиною

пластин, а так як більший діаметр пластин потребує більшої товщини, не завжди використовується наскрізне розділення (менше 100 мкм — можливе різання, від 100 до 450 мкм тільки скрайбування).
Після прорізання рисок пластини разділяють на кристали. Існує три основних методи:
- Метод підпружиненого ролика: пластину укладають в поліетиленовий пакет і розміщують на товстій гумовій основі рисками вниз, і оператор прокочує вздовж рисок

підпружиненим роликом. Якість розламування залежить від того наскільки напрям руху ролика паралельний рискам, при відхиленні можливе розламування не по рисках і 
псування кристалів.
- Розламування на напівсфері: пластини обтискаються еластичною мембраною по сферичній поверхні. На мембрану давлять або гідравлічним способом, або стиснутим повітрям.

При разділенні цим способом пластин діаметром понад 76 мм різко зростає процент браку.
- Прокатка між двома циліндричними валками. Пластину на липкій стрічці-носії стискають стальним і гумовим валками, які обертаються, в результаті деформації пружного гумового валка до пластини прикладається згинаюче зусилля.

## Завершальні операції при виробництві мікросхем
Після скрайбування кристали приєднують до основи корпуса:
- методом приклеювання — використовують клеї на основі епоксидної смоли, з часом деградують: хуже проводять тепло, стають крихкими, з'єднання стає ненадійним.
- метод евтектичного сплавлення: на керамічну основу корпуса і на зворотню сторону пластини перед разділенням на кристали наноситься тонкий шар золота. В місці кріплення кристалу кладуть золоту фольгу, потім кристал, підігрівають до 380° (температура евтектики системи кремній-золото 385°) і прикладають вертикальне зусилля. Висока вартість.
- при герметизації пластмасою кристали з привареною арматурою разміщують на стрічці-носії.
- з'єднання склами — годиться для гібридних і товстоплівкових інтегральних схем.
- метод «перевернутого кристалу» — при використанні об'ємних виводів одночасно під'єднується і кристал і всі виводи.

## Приєднання виводів до кристалу
методи приєднання виводів:
- термокомпресійне зварювання
- ультразвукове зварювання
- непряме імпульсне нагрівання
- зварювання здвоєним електродом
- лазерне точкове зварювання
- електронно-променеве зварювання
- бездротовий монтаж елементів з об'ємними виводами

## Герметизація кристалу
Вибір методу герметизації залежить від матеріалу і форми корпусу. 
Корпуса бувають герметичні (метало-скляні, метало-керамічні, керамічні, скляні) і негерметичні (пластмасові, керамічні). 
- зварювання: холодне зварювання; електроконтактне зварювання: контурне, роликове, мікроплазменне, аргоно-дугове, лазерне, електронно-променеве;
- пайка: конвективна в печах, струмінем гарячого газу;
- склеювання;
- герметизація пластмасою.

## Тестування
При тестуванні контролюють якість кріплення виводів, а також стійкість приладів (крім негерметичних) до екстремальних кліматичних умов на стенді тепла і вологи і 
механичних дій на ударному і вібростенді, а також їх електричні параметри. Після тестування прилади фарбують і маркують.